# ليفي بوون
ليفي بوون (بالإنجليزية: Levi Day Boone)‏ هو سياسي أمريكي، ولد في 6 ديسمبر 1808 في كنتاكي في الولايات المتحدة، وتوفي في 24 يناير 1882 في شيكاغو في الولايات المتحدة. حزبياً، نشط في حزب لا أدري. وقد انتخب عمدة شيكاغو ‏ (1855 – 1856).